# Empoasca erythrocephala
Empoasca erythrocephala är en insektsart som beskrevs av Wheeler 1939. Empoasca erythrocephala ingår i släktet Empoasca och familjen dvärgstritar. Inga underarter finns listade i Catalogue of Life.